# کلاوس کاستا
کلاوس کاستا (انگلیسی: Claus Costa؛ زادهٔ ۱۵ ژوئن ۱۹۸۴) بازیکن فوتبال اهل آلمان است.
از باشگاه‌هایی که در آن بازی کرده‌است می‌توان به باشگاه فوتبال اسنابروک، باشگاه فوتبال فورتونا دوسلدورف، و باشگاه فوتبال بوخوم اشاره کرد.